# Blidö socken
Blidö socken i Uppland ingick i Frötuna och Länna skeppslag, ingår sedan 1971 i Norrtälje kommun och motsvarar från 2016 Blidö distrikt.
Socknens areal är 58,39 kvadratkilometer, varav 57,05 land. År 2000 fanns här 1 175 invånare.  Orterna Furusund och Köpmanholm samt sockenkyrkan Blidö kyrka ligger i socknen.  

## Administrativ historik
Blidö socken bildades före 1650 genom en utbrytning ur Länna socken. 
Vid kommunreformen 1862 övergick socknens ansvar för de kyrkliga frågorna till Blidö församling och för de borgerliga frågorna till Blidö landskommun. Landskommunen uppgick 1971 i Norrtälje kommun.
1 januari 2016 inrättades distriktet Blidö, med samma omfattning som församlingen hade 1999/2000.  
Socknen har tillhört län, fögderier, tingslag och domsagor enligt vad som beskrivs i artikeln Frötuna och Länna skeppslag. De indelta båtsmännen tillhörde Södra Roslags 1:a båtsmanskompani.

## Geografi
Blidö socken ligger sydost om Norrtälje i skärgården vid Svartlögafjärden och omfattar öar som Furusund, Blidö och Yxlan med Furusundsleden och Eknöströmmen i väster. Socknen är en kuperad bergs- och skogsbygd med kala skär i yttre skärgården.
Blidö socken omfattar, förutom huvudöarna Blidö och Yxlan öar som Granö, Själbottna, Svartlöga, Söderöra, Norröra, Gräskö, Kudoxa, Kallskär, Stora Ängskär, Rödlöga, Gillöga, Svenska Högarna, Ut-Fredel, In-Fredel, Söderskärgården, Röder samt Svenska Björns naturvårdsområde.

## Fornlämningar
Från järnåldern finns någon enstaka stenristning. I skärgården har labyrinter och tomtningar påträffats.

## Namnet
Namnet skrevs på 1690-talet Blijdö och avsåg då området runt kyrkan. Namnets förled är blid, mild, behaglig' med oklar tolkning.